# Shoya Tomizawa

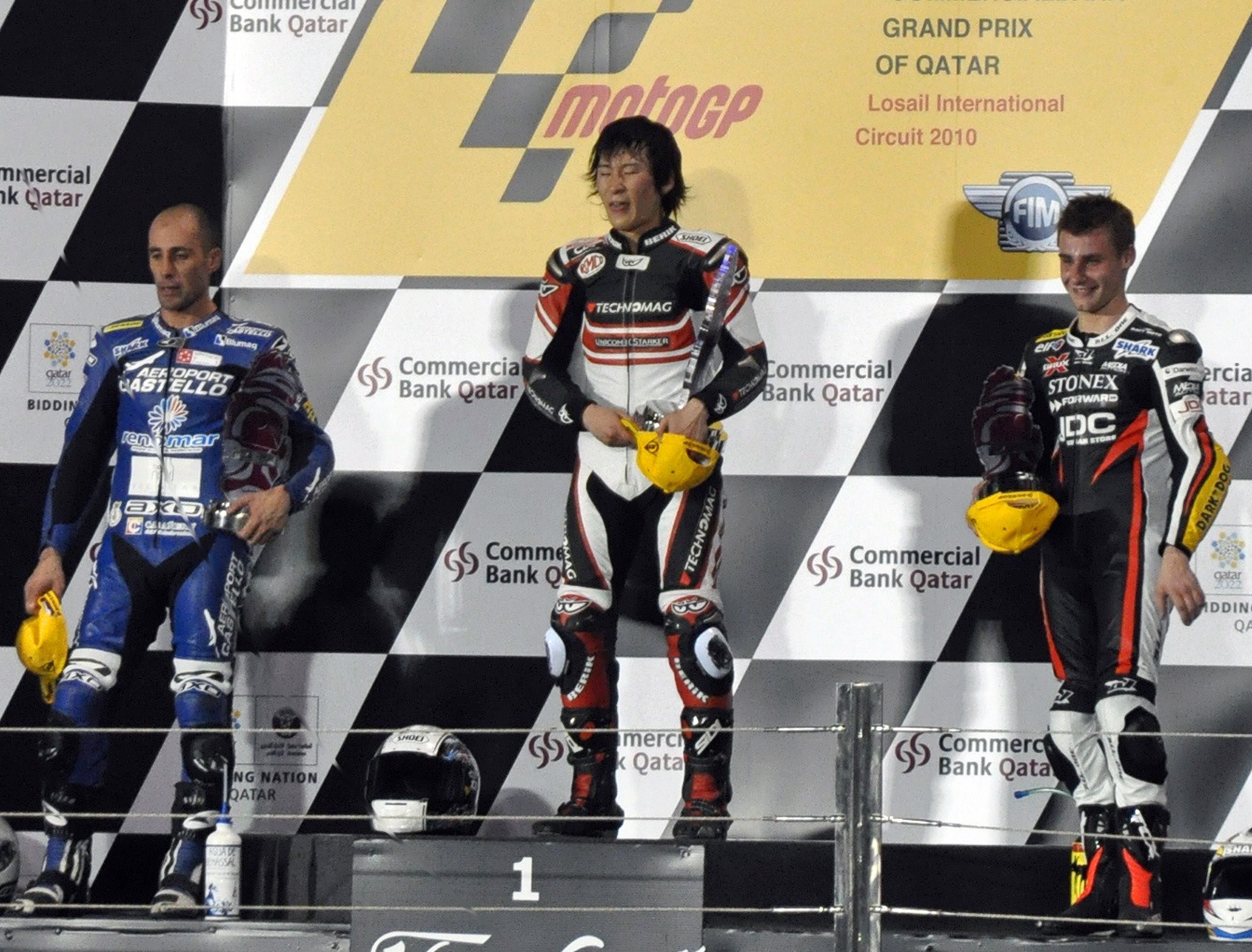
Tomizawa no primeiro lugar do pódio, no Grande Prêmio do Qatar de 2010.

Shoya Tomizawa 富沢祥也 (Chiba, 10 de dezembro de 1990 − Misano, 5 de setembro de 2010) foi um motociclista do Japão.

## Carreira

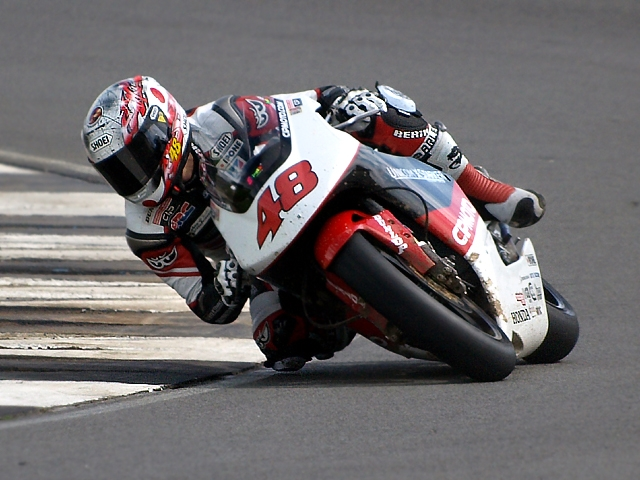
Tomizawa no Grande Prêmio do Reino Unido de 2009, em Donington Park.

Tomizawa começou a pilotar motos em 1994, com apenas três anos de idade. Em 2001 começou a participar de campeonatos locais.
Em 2006 foi vice-campeão nas 125cc no Japão, no seu ano de estreia.
Em 2008, fez sua estreia nas 250cc do mundial de motovelocidade, participanto apenas da etapa realizada no Japão. No ano seguinte fez a sua primeira temporada completa, terminando em décimo sétimo, com trinta e dois pontos.
Em 2010 venceu a etapa de abertura da Moto2, pela Suter, no Qatar. Na etapa seguinte subiu novamente ao pódio, chegando em segundo.

## Morte
Durante a disputa do Grande Prêmio de San Marino de 2010, Ele sofreu um grave acidente. Ao contornar uma curva durante a décima segunda volta da corrida, sua moto escorregou  sobre a zebra, levando o piloto ao chão. Após a queda, foi atropelado pelas motos dos pilotos Alex de Angelis e Scott Redding. O japonês chegou a ter uma parada cardíaca durante o atendimento e teve de ser reanimado ainda na pista. Com fraturas múltiplas no abdomen, no tórax e no crânio, ele não resistiu aos ferimentos.

## Resultados na MotoGP
| Ano  | Classe | Moto  | 1      | 2      | 3       | 4       | 5       | 6       | 7       | 8      | 9      | 10      | 11      | 12     | 13      | 14      | 15     | 16     | 17  | Classificação | Pontos |
| ---- | ------ | ----- | ------ | ------ | ------- | ------- | ------- | ------- | ------- | ------ | ------ | ------- | ------- | ------ | ------- | ------- | ------ | ------ | --- | ------------- | ------ |
| 2006 | 125cc  | Honda | ESP    | QAT    | TUR     | CHI     | FRA     | ITA     | CAT     | NED    | GBR    | ALE     | RTC     | MAL    | AUS     | JAP Ret | POR    | VAL    |     | NC            | 0      |
| 2007 | 125cc  | Honda | QAT    | ESP    | TUR     | CHI     | FRA     | ITA     | CAT     | GBR    | HOL    | ALE     | RTH     | SMR    | POR     | JAP 22  | AUS    | MAL    | VAL | NC            | 0      |
| 2008 | 250cc  | Honda | QAT    | ESP    | POR     | CHI     | FRA     | ITA     | CAT     | GBR    | HOL    | ALE     | RTH     | SMR    | IND     | JAP 14  | AUS    | MAL    | VAL | 26.º          | 2      |
| 2009 | 250cc  | Honda | QAT 12 | JAP 10 | ESP 12  | FRA Ret | ITA Ret | CAT Ret | HOL Ret | ALE 13 | GBR 15 | RTH 13  | IND DNS | SMR 12 | POR Ret | AUS 15  | MAL 16 | VAL 10 |     | 17.º          | 32     |
| 2010 | Moto2  | Suter | QAT 1  | ESP 2  | FRA Ret | ITA 6   | GBR 6   | HOL 5   | CAT Ret | ALE 18 | RTH 10 | IND DNS | SMR Ret | ARA    | JAP     | MAL     | AUS    | POR    | VAL | 7.º*          | 82     |